# Famalicão (Nazaré)
Famalicão es una freguesia portuguesa del municipio de Nazaré, con 21,44 km² de superficie y 1672 habitantes (2001). Su densidad de población es de 78,0 hab/km².